# Гиларца
Гиларца (итал. Ghilarza) је насеље у Италији у округу Ористано, региону Сардинија.
Према процени из 2011. у насељу је живело 4467 становника. Насеље се налази на надморској висини од 292 м.

## Становништво
| 1951. | 1961. | 1971. | 1981. | 1991. | 2001. | 2011. |
| ----- | ----- | ----- | ----- | ----- | ----- | ----- |
| 3.755 | 3.810 | 3.767 | 4.480 | 4.663 | 4.572 | 4.615 |